# 스테이지 파이터 시즌2
《스테이지 파이터 시즌2》(영어: Stage Fighter)는 2025년부터 엠넷에서 방영된 서바이벌 프로그램이다.